# 佩切尼希區

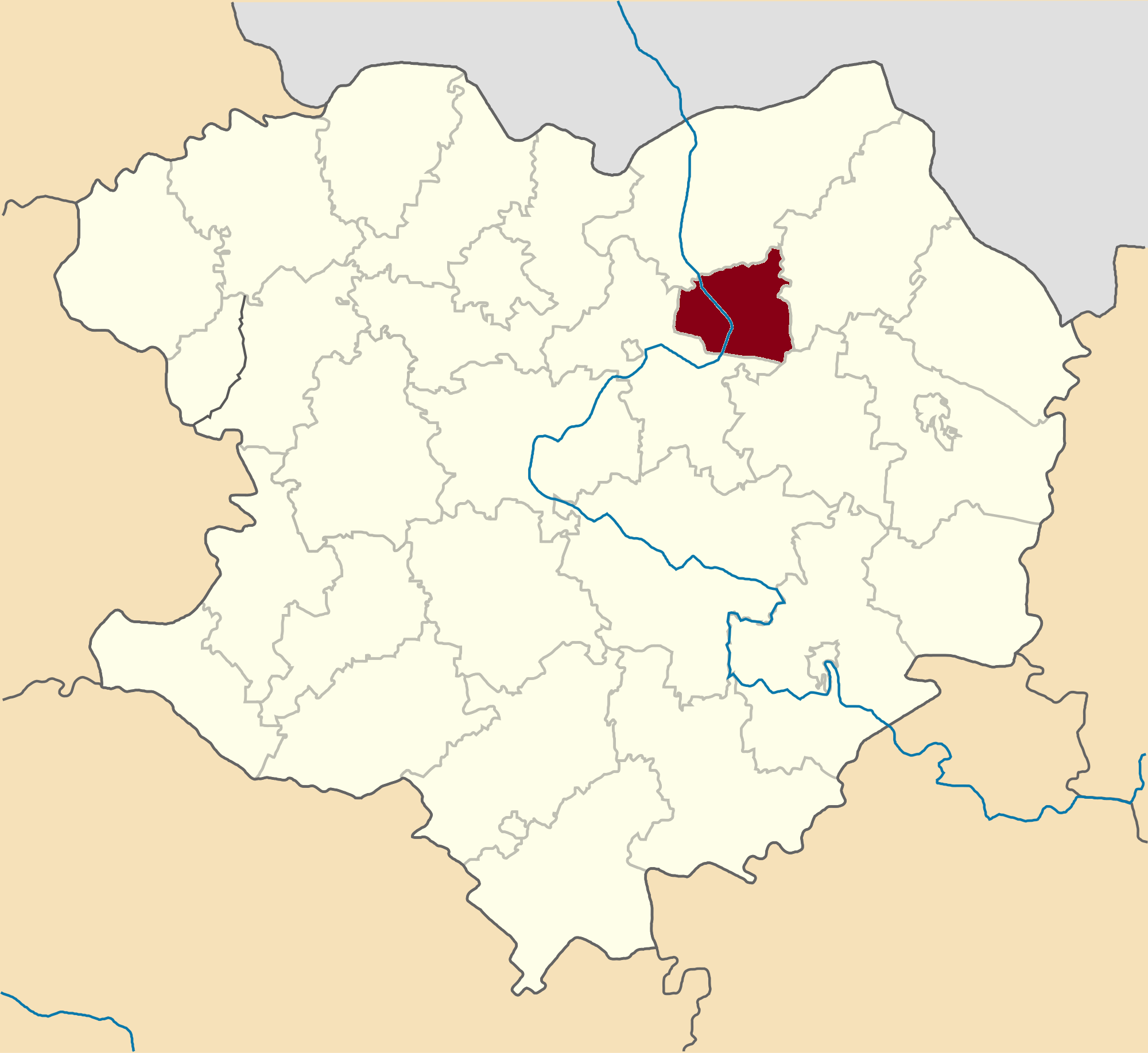
佩切尼希区在哈尔科夫州的位置

佩切尼希區（烏克蘭語：Печенізький район），曾是烏克蘭東部哈爾科夫州的一個區，行政中心設於佩切尼希，面積467.5平方公里，2013年人口10,394，人口密度每平方公里22.23人。
该区在2020年7月18日的乌克兰行政区划改革中被撤销，改革后哈爾科夫州下分为7个区，佩切尼希區合并至丘古耶夫區。